# Лифт (ТВ серија)
„Лифт” је српска телевизијска серија снимљена 2004. године у продукцији Радио телевизије Србије.

## Епизоде
| Сезона | Епизода | Назив      | Датум              |
| ------ | ------- | ---------- | ------------------ |
| 1      | 1       | Глумац     | 17. октобар 2004.  |
| 1      | 2       | Гаги       | 24. октобар 2004.  |
| 1      | 3       | Милићевић  | 31. октобар 2004.  |
| 1      | 4       | Деца       | 7. новембар 2004.  |
| 1      | 5       | Стјуардеса | 14. новембар 2004. |
| 1      | 6       | Адвокат    | 21. новембар 2004. |
| 1      | 7       | Браца      | 28. новембар 2004. |
| 1      | 8       | Куја Лиза  | 5. децембар 2004.  |
| 1      | 9       | Бакица     | 12. децембар 2004. |
| 1      | 10      | Јеца       | 19. децембар 2004. |

## Улоге
| Глумац                     | Улога                                  |
| -------------------------- | -------------------------------------- |
| Гордан Кичић               | Кошаркаш Гаги (10 еп. 2004)            |
| Паулина Манов              | Гагијева девојка Јеца (10 еп. 2004)    |
| Властимир Ђуза Стојиљковић | Пензионер Милићевић (10 еп. 2004)      |
| Тихомир Станић             | Глумац Миша „Кутузов” (10 еп. 2004)    |
| Небојша Глоговац           | Официр Првослав Гајин (10 еп. 2004)    |
| Борис Комненић             | Адвокат (10 еп. 2004)                  |
| Власта Велисављевић        | Пензионер (9 еп. 2004)                 |
| Љубомир Бандовић           | Возач Светозар (9 еп. 2004)            |
| Неда Арнерић               | Стјуардеса Цеца (9 еп. 2004)           |
| Алекса Баштовановић        | Првославов син Мића (9 еп. 2004)       |
| Ненад Гвозденовић          | Други дилер (8 еп. 2004)               |
| Анита Манчић               | Мишина супруга Јелисавета (8 еп. 2004) |
| Олга Одановић              | Јецина мајка (8 еп. 2004)              |
| Наташа Марковић            | Светозарева жена Косара (8 еп. 2004)   |
| Бранислав Зеремски         | Петар Јоцић (7 еп. 2004)               |
| Небојша Миловановић        | Први дилер (7 еп. 2004)                |
| Дубравко Јовановић         | Павле Јоцић (7 еп. 2004)               |
| Небојша Илић               | Јецин бивши момак (7 еп. 2004)         |
| Горица Поповић             | Адвокатова жена (7 еп. 2004)           |

 Остале улоге  ▼
| Глумац                | Улога                             |
| --------------------- | --------------------------------- |
| Немања Михајловић     | Беланце (7 еп. 2004)              |
| Лидија Плетл          | Безимена госпођа (7 еп. 2004)     |
| Рената Улмански       | Гагијева бака (6 еп. 2004)        |
| Мина Вачић            | Мала Цана (6 еп. 2004)            |
| Дијана Маројевић      | Првославова супруга (5 еп. 2004)  |
| Никола Пејаковић      | Мајстор Лаза (4 еп. 2004)         |
| Предраг Тасовац       | Вереник (4 еп. 2004)              |
| Александар Милојевић  | Цица (4 еп. 2004)                 |
| Богдан Диклић         | Железничар (3 еп. 2004)           |
| Ружица Сокић          | Милићевићева супруга (3 еп. 2004) |
| Аљоша Вучковић        | Пилот Милан (3 еп. 2004)          |
| Марко Бачовић         | Инспектор (3 еп. 2004)            |
| Зоран Максић          | Полицајац (3 еп. 2004)            |
| Бојан Димитријевић    | Луле (2 еп. 2004)                 |
| Горан Даничић         | Тип у оделу (2 еп. 2004)          |
| Бојан Жировић         | Тип у оделу (2 еп. 2004)          |
| Зујка                 | Куја Лиза (1 еп. 2004)            |
| Милош Влалукин        | Ђилкос (1 еп. 2004)               |
| Тања Бошковић         | Гошћа (1 еп. 2004)                |
| Нандор Силагиј        | Поштар (1 еп. 2004)               |
| Љубинка Кларић        | Лела (1 еп. 2004)                 |
| Миодраг Мики Крстовић | Гост (1 еп. 2004)                 |
| Милош Самолов         | Лопов 1 (1 еп. 2004)              |
| Драган Стокић         | Лопов 2 (1 еп. 2004)              |
| Игор Лехки            | Клинац (1 еп. 2004)               |
| Јово Максић           | Први електричар (1 еп. 2004)      |
| Горан Беланчевић      | Други електричар (1 еп. 2004)     |
| Ненад Маринковић      | Комшија са мопедом (1 еп. 2004)   |
| Ратко Танкосић        | Таксиста (1 еп. 2004)             |

Комплетна ТВ екипа  ▼
| Редитељ                   | Марко Ђилас          | (5 еп. 2004)                                  |
| Редитељ                   | Иван Стефановић      | (5 еп. 2004)                                  |
| Сценариста                | Срђан Карановић      | (10 еп. 2004)                                 |
| Сценариста                | Даниел Вујић         | (1 еп. 2004)                                  |
| Продуцент                 | Љуба Ђорђевић        | продуцент (10 еп. 2004)                       |
| Продуцент                 | Љубомир Ђорђевић     | продуцент (непознат број епизода)             |
| Композитор                | Немања Мосуровић     | (10 еп. 2004)                                 |
| Директор фотографије      | Милош Спасојевић     | (10 еп. 2004)                                 |
| Директор фотографије      | Предраг Тодоровић    | (7 еп. 2004)                                  |
| Директор фотографије      | Радослав Владић      | (3 еп. 2004)                                  |
| Монтажер                  | Предраг Богојевић    | (10 еп. 2004)                                 |
| Монтажер                  | Дејан Урошевић       | (6 еп. 2004)                                  |
| Сценограф                 | Јована Цветковић     | (10 еп. 2004)                                 |
| Сценограф                 | Јелена Шопић         | (10 еп. 2004)                                 |
| Уметнички директор        | Милена Стојадиновић  | (непознат број епизода)                       |
| Костимограф               | Јелена Анђелковић    | (непознат број епизода)                       |
| Одсек за шминку           | Јелена Ђорђевић      | шминкер (10 еп. 2004)                         |
| Одсек за шминку           | Милан Сарић          | фризер (непознат број епизода)                |
| Одсек за шминку           | Ивана Влајић         | шминкер (непознат број епизода)               |
| Менаџер продукције        | Горан Црњански       | вођа снимања (10 еп. 2004)                    |
| Менаџер продукције        | Предраг Митровић     | вођа снимања (10 еп. 2004)                    |
| Менаџер продукције        | Лука Дејановић       | организатор (непознат број епизода)           |
| Помоћник режије           | Василије Никитовић   | помоћник редитеља (непознат број епизода)     |
| Уметнички одсек           | Милан Радановић      | набавни реквизитер (10 еп. 2004)              |
| Одсек за звук             | Милутин Бабић        | микроман (10 еп. 2004)                        |
| Одсек за звук             | Александар Перишић   | ре—рецординг миxер (10 еп. 2004)              |
| Одсек за звук             | Љуба Јовановић       | тон мајстор (непознат број епизода)           |
| Одсек за звук             | Александар Протић    | Дизајнер тона (непознат број епизода)         |
| Одсек за звук             | Игор Сеат            | микроман (непознат број епизода)              |
| Одсек за камеру и расвету | Милан Михајловић     | пратилац камере (10 еп. 2004)                 |
| Одсек за камеру и расвету | Дарко Станојев       | сниматељ (10 еп. 2004)                        |
| Одсек за костим           | Ирена Рајнвајн       | гардеробер (10 еп. 2004)                      |
| Одсек за костим           | Мирко Сирковић       | дресер животиња (10 еп. 2004)                 |
| Одсек за костим           | Ирена Васиљевић      | асистент костимографа (непознат број епизода) |
| Одсек за костим           | Данијела Вукадиновић | гардеробер (непознат број епизода)            |
| Остала екипа              | Александра Волф      | секретар режије (5 еп. 2004)                  |